# Dirari
Dirari är ett utdött australiskt språk. Dirari talades i delstaten Sydaustralien och tillhörde de pama-nyunganska språken.